# Leda z łabędziem

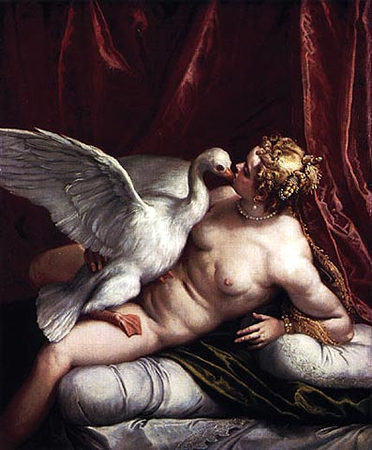
Leda z łabędziem Paola Veronesego, 1585

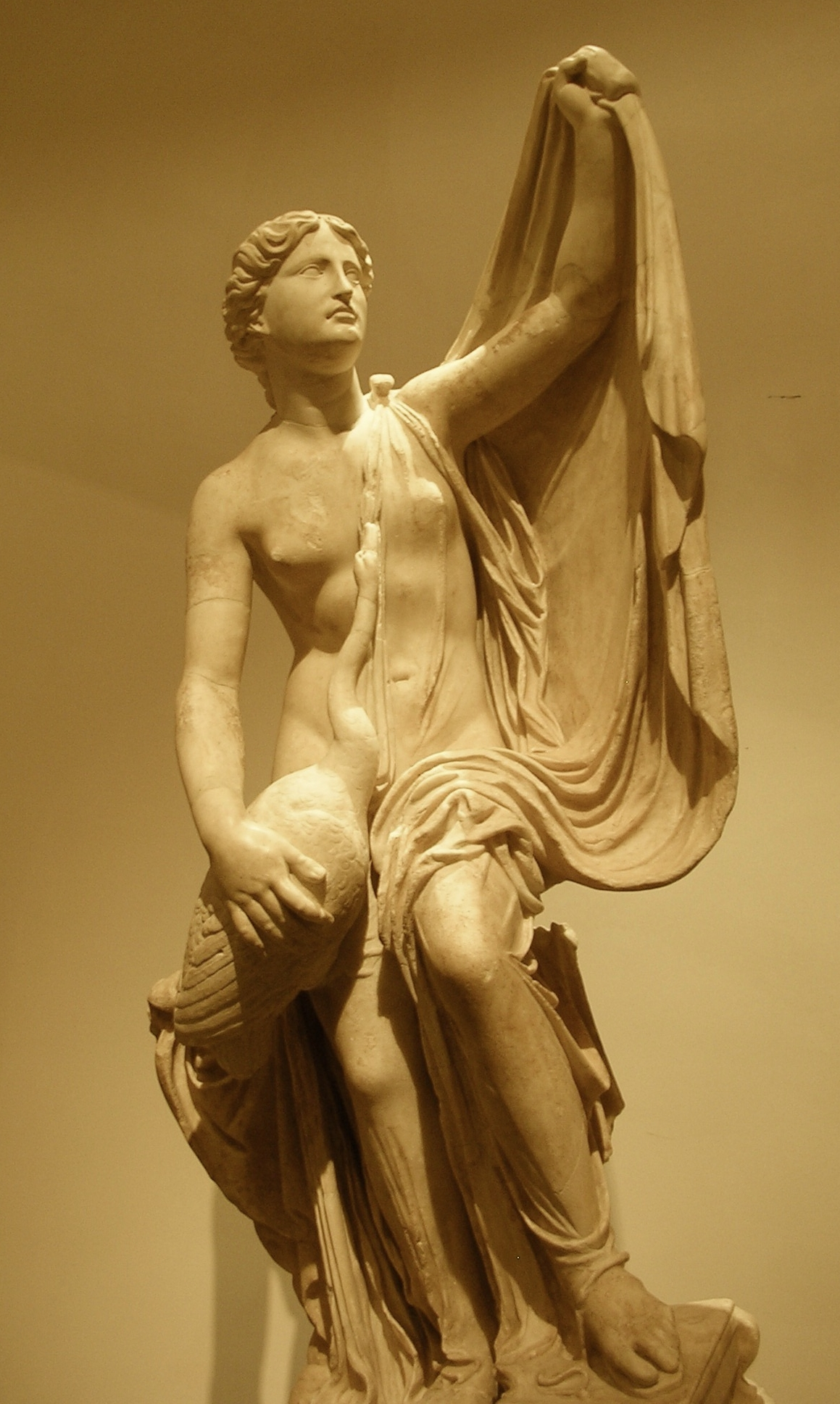
Leda z łabędziem rzeźba Timoteosa

Leda z łabędziem – popularny motyw w sztuce, szczególnie renesansu, ukazujący kobietę w miłosnym akcie z łabędziem. Motyw Ledy i łabędzia zawarli w swojej twórczości tacy artyści jak: Leonardo da Vinci, Michał Anioł, Baldassare Peruzzi, François Boucher, Salvador Dalí, Louis de Silvestre, Antonio Allegri da Correggio, Paolo Veronese i Tintoretto.

## Geneza tematu
Motyw pochodzi z mitologii greckiej opisanej u Owidiusza w Metamorfozach. Historia opowiada o Ledzie, córce Testiosa i Leukipe, żonie króla Sparty Tyndareosa. Według legendy w dziewczynie zakochał się Zeus, który by ją posiąść zamienił się w łabędzia i uwiódł ją. Po tym akcie Leda wydała cztery jaja, z których przyszło na świat czworo dzieci: Kastor, Polluks, Helena i Klitajmestra.

## Motyw w sztuce
Motyw Ledy został zaadaptowany głównie przez malarzy okresu renesansu. W rzeźbie pojawiał się rzadziej. Jako jedyny akt kobiety w okresie odrodzenia był akceptowany przez Kościół, co dziś dziwi, zważywszy na większą cenzurę wobec ukazywania aktu kobiety z mężczyzną niż kobiety z łabędziem. Najstarszymi znanymi wizerunkami renesansowymi tego motywu są drzeworyty umieszczone w Hypnerotomachia Poliphili, książce wydanej w Wenecji w 1499 roku.

### Obrazy
- Leda z łabędziem – obraz Leonarda da Vinci
- Leda z łabędziem – obraz Jana Kopffa
- Leda z łabędziem – obraz Bartolomea Ammanatiego
- Leda z łabędziem – obraz Correggia
- Leda z łabędziem – obraz Paola Veronesego
- Leda z łabędziem – obraz Tintoretta
- Leda z łabędziem – obraz Rubensa, Galeria Obrazów Starych Mistrzów w Dreźnie
- Leda z łabędziem - obraz Francois Boucher'a, kolekcja prywatna
- Leda - obraz Tadeusza Styki

### Rzeźba
- Leda z łabędziem – rzeźba Timoteosa

### Poezja
- Pierre de Ronsard: poemat La Défloration de Lède
- William Butler Yeats: wiersz Leda and the swan[2].
- Kazimierz Przerwa-Tetmajera: wiersz Leda